# Vlastimil Bubník
Vlastimil Bubník (ur. 18 marca 1931 w Kelču, zm. 6 stycznia 2015 w Pradze) – czeski piłkarz i hokeista, napastnik.
Bubník był członkiem dwóch reprezentacji Czechosłowacji: hokejowej i piłkarskiej. Jako hokeista brał m.in. w czterech zimowych olimpiadach (1952-64, brąz na IO 64), był także medalistą mistrzostw świata. Wielokrotnie zdobywał tytuły mistrza Czechosłowacji.
W piłkaskiej reprezentacji Czechosłowacji zagrał 11 razy i strzelił 4 gole. Debiutował 1 maja 1957 w meczu z Walią, ostatni raz zagrał w 1960. W 1960 wspólnie z kolegami został brązowym medalistą ME 60. Był piłkarzem Rudá Hvězda Brno.

## Wyróżnienia
- Galeria Sławy IIHF: 1997
- Galeria Sławy czeskiego hokeja na lodzie: 2008